# Candle Lake Provincial Park
Candle Lake Provincial Park är en park i Kanada.   Den ligger i provinsen Saskatchewan, i den centrala delen av landet, 2 300 km väster om huvudstaden Ottawa. Candle Lake Provincial Park ligger 492 meter över havet.
Terrängen runt Candle Lake Provincial Park är platt. Trakten runt Candle Lake Provincial Park är nära nog obefolkad, med mindre än två invånare per kvadratkilometer..
I omgivningarna runt Candle Lake Provincial Park växer i huvudsak blandskog.